# Moderate Venstre
Det Moderate Venstre, eller officiellt Det Forhandlende Venstre (F), var ett danskt politiskt parti från 1880-talet till ca 1915.
1884 gick man samman med moderata medlemmar av Det Folkelige Venstre (under Christen Bergs ledning) och bildade Det Danske Venstre.